# Henry Harris Brown
Henry Harris Brown (Northampton, 1864 – Londra, 1948) è stato un pittore inglese.
Rinomato ritrattista, ha opere conservate nella National Gallery of Ireland (Most rev William Alexander, Arcivescovo protestante di Armagh) e al Trinity College di Oxford (Henry George Woods, presidente del Trinity College).